# Estação Châtelet
Châtelet é uma estação das linhas 1, 4, 7, 11 e 14 do Metrô de Paris, no Centro de Paris no 1º arrondissement. 

## Localização
A estação é composta de duas partes ligadas por um longo corredor:
- Linhas 7 e 11: sob a Place du Châtelet e o Quai de Gesvre (local do porto fluvial medieval original do Paris), ao lado do Sena;

- Linhas 1, 4 e 14 para Rua Saint-Denis e a Rue de Rivoli.

Châtelet está ligada por um outro corredor subterrâneo no extremo sul da estação Châtelet - Les Halles do RER, no extremo norte do que é novamente conectado à estação de metro Les Halles. A distância de Linha 7 em Châtelet às linhas RER em Châtelet - Les Halles é de aproximadamente 750 metros (2.460 pés). É a nona estação mais movimentada do sistema de metrô.

## História

Disposição da estação

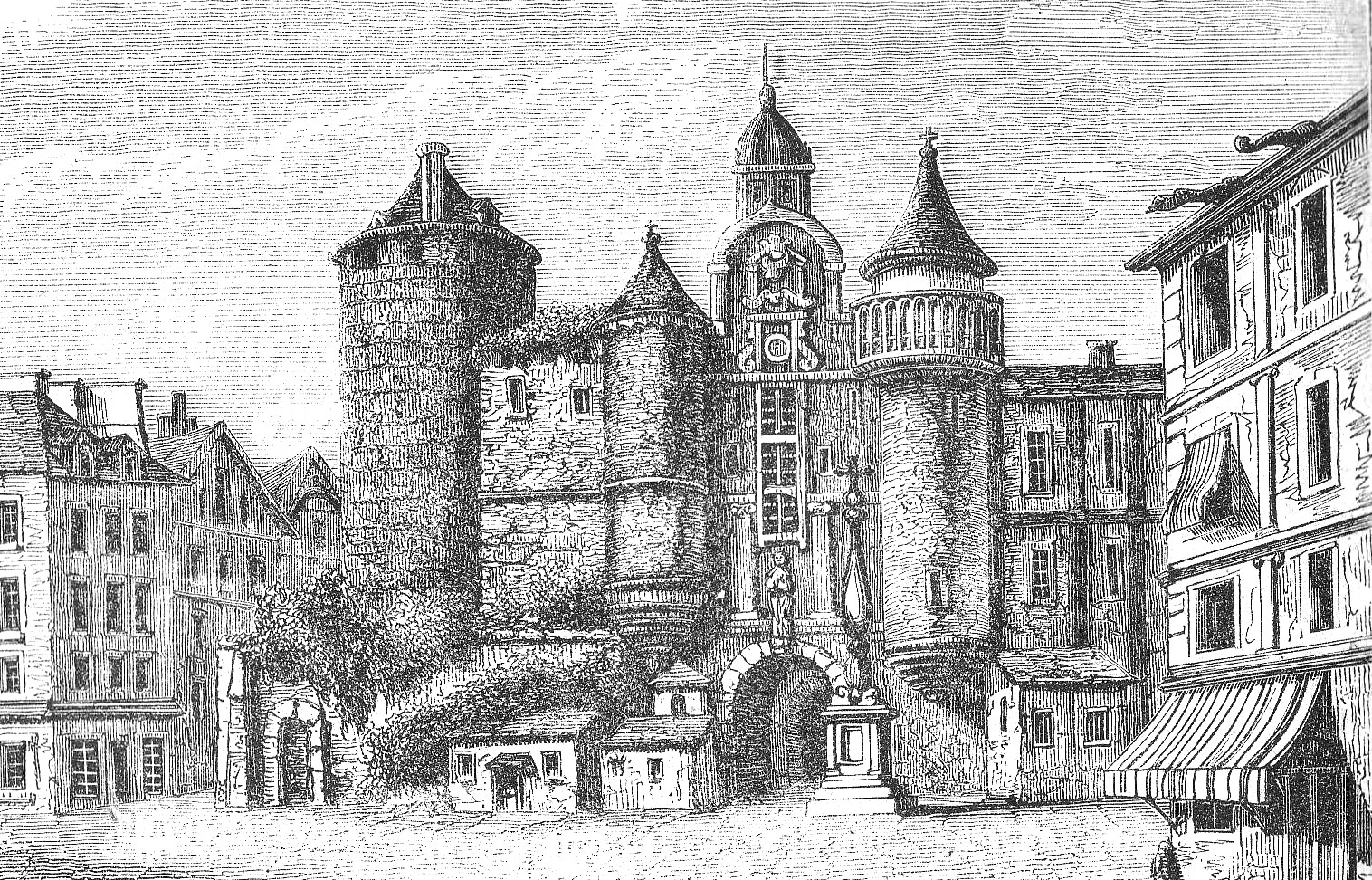
Grand Châtelet demolido in 1802

A estação foi inaugurada em 6 de agosto de 1900, três semanas após os trens começarem a correr na seção original da linha 1 entre Porte de Vincennes e Porte Maillot em 19 de Julho de 1900. A linha de quatro plataformas foram abertas em 21 de abril de 1908 como parte da seção inicial da linha de Porte de Clignancourt a Châtelet. Era o término do sul da linha 4 até a abertura da seção de conexão da linha sob o Sena para Raspail em 9 de janeiro de 1910.
As plataformas da linha 7 foram abertas em 16 de abril de 1926, como parte da extensão da linha de Palais Royal a Pont Marie com o nome de Pont Notre-Dame-Pont au Change. Ele não tinha qualquer ligação direta com Châtelet. Em 15 de abril de 1934, um corredor de ligação foi aberta às plataformas das linhas 1 e 4 e a estação da linha 7 foi renomeada. As plataformas da linha 11 foram abertas perto das plataformas da linha 7 em 28 de abril de 1935 como parte da seção original da linha de Châtelet para Porte des Lilas.
Em 09 de dezembro de 1977 a estação Châtelet - Les Halles do RER foi aberta com um corredor de ligação com uma esteira rolante para Châtelet. As plataformas da linha 14 foram abertas perto das plataformas das linhas 1 e 4 em 15 de outubro de 1998 como parte da seção original da linha de Madeleine a Bibliothèque François Mitterrand. Em 7 e 8 de Março de 2009, as plataformas da linha 1 foram restauradas durante a automatização da linha 1, incluindo a instalação de portas de plataforma.
É nomeada após a Place du Châtelet, que é nomeada após o Grand Châtelet, um castelo sobre a borda norte para a velha Pont au Change sobre o Sena à Île de la Cité, que foi demolida por Napoleão em 1802. Châtelet é um termo medieval francês para barbacã, um pequeno castelo que comanda (vista) uma ponte.
Em 2009, foi a oitava estação mais movimentada da rede, com 14,4 milhões de entradas diretas. Em 2011, 14 440 964 passageiros entraram nesta estação. Ela viu entrar 13 929 657 passageiros que entraram em 2013, o que a coloca na 10ª posição das estações de metrô por sua frequência.

## Serviços aos Passageiros

### Acesso
- Acesso 1: r. de Rivoli: 112, rue de Rivoli
- Acesso 2: Porte Lescot Forum des Halles Centre G. Pompidou
- Acesso 4: av. Victoria: 9, avenue Victoria
- Acesso 5: pl. du Châtelet: uma escada, place du Châtelet
- Acesso 6: pl. Sainte-Opportune: 8, place Sainte-Opportune
- Acesso 7: r. des Lavandières: uma escada no 19, rue des Lavandières
- Acesso 8: r. Saint-Denis: 5, rue Saint-Denis
- Acesso 9: r. de la Lingerie: uma escada no ângulo da rue des Halles e da rue de la Lingerie
- Acesso 10: r. de la Ferronnerie: um elevador face ao 12 ou 33, rue de la Ferronnerie
- Acesso 11: r. Bertin Poirée: 20, rue Bertin Poirée
- Acesso 12: Théâtre du Châtelet: 17, avenue Victoria
- Acesso 13: Théâtre de la Ville: 15, avenue Victoria
- Acesso 15: r. Saint-Martin: 13, avenue Victoria
- Acesso 16: av. Victoria: 16, avenue Victoria

### Intermodalidade
A estação é servida pelas linhas 21, 38, 47, 58, 67, 69, 70, 72, 74, 75, 76, 81, 85 e 96 da rede de ônibus RATP e, à noite, pelas linhas N11, N12, N13, N14, N15, N16, N21, N22, N23, N24, N122, N144 e N145 da rede de ônibus Noctilien.

## Galeria de fotografias

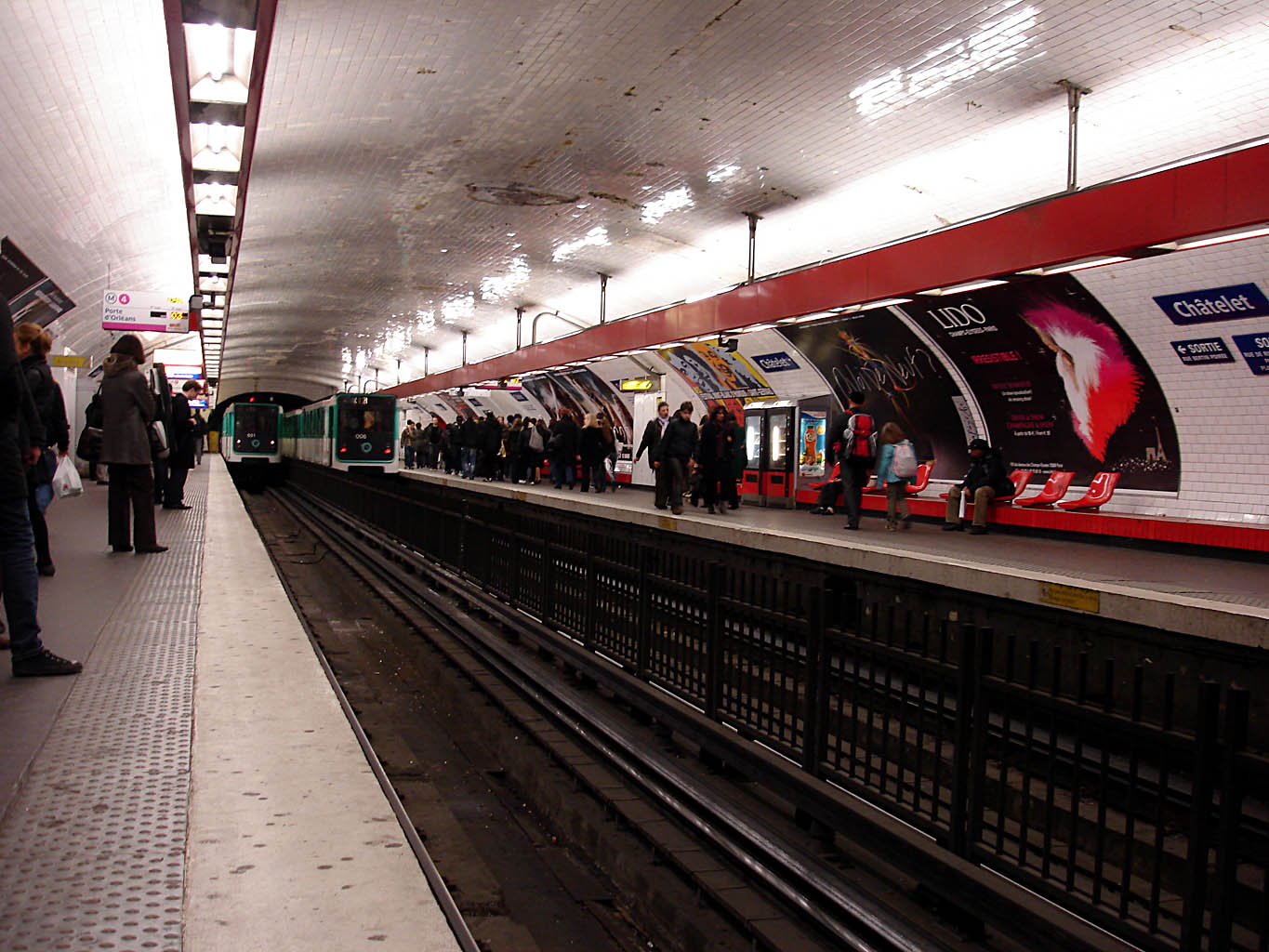
As plataformas da linha 4.
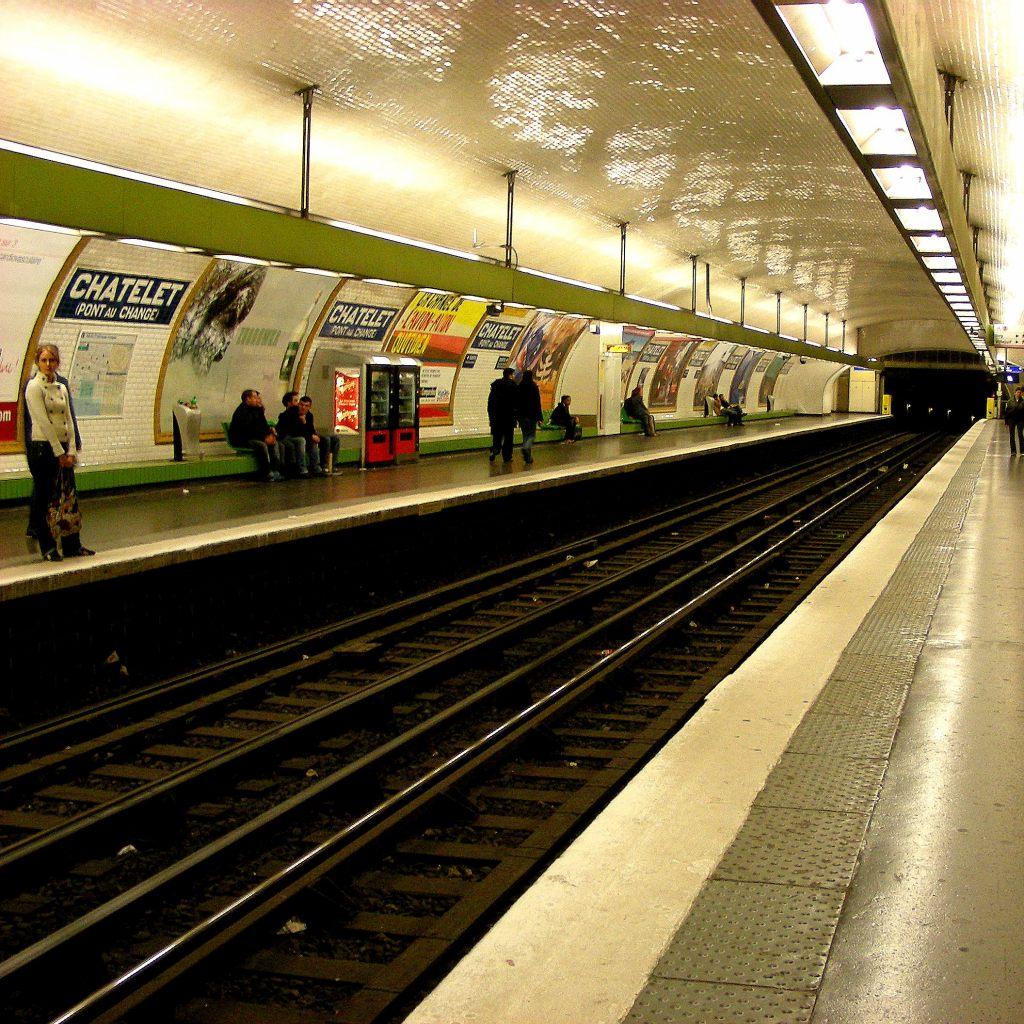
As plataformas da linha 7.
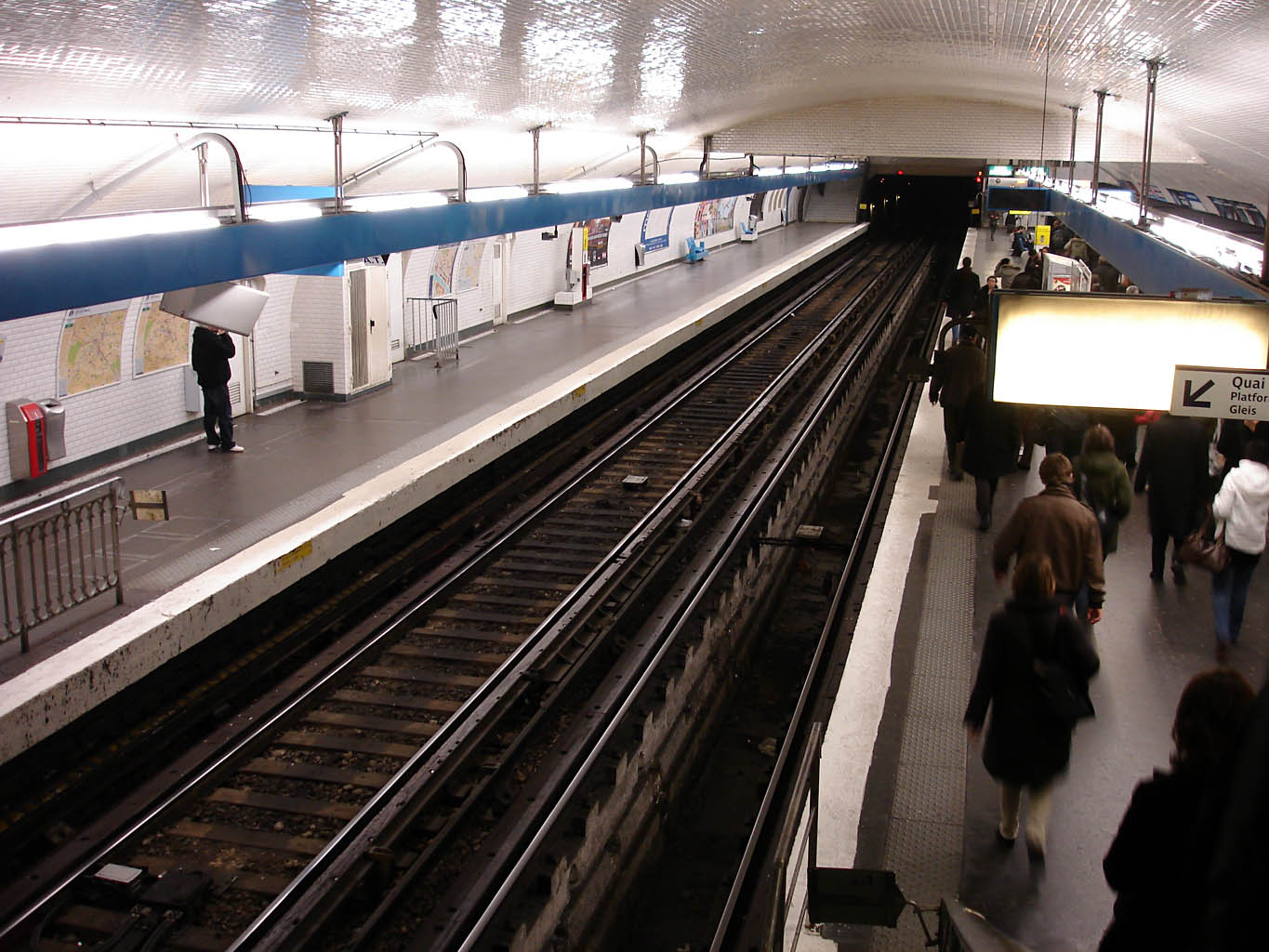
As plataformas da linha 11.
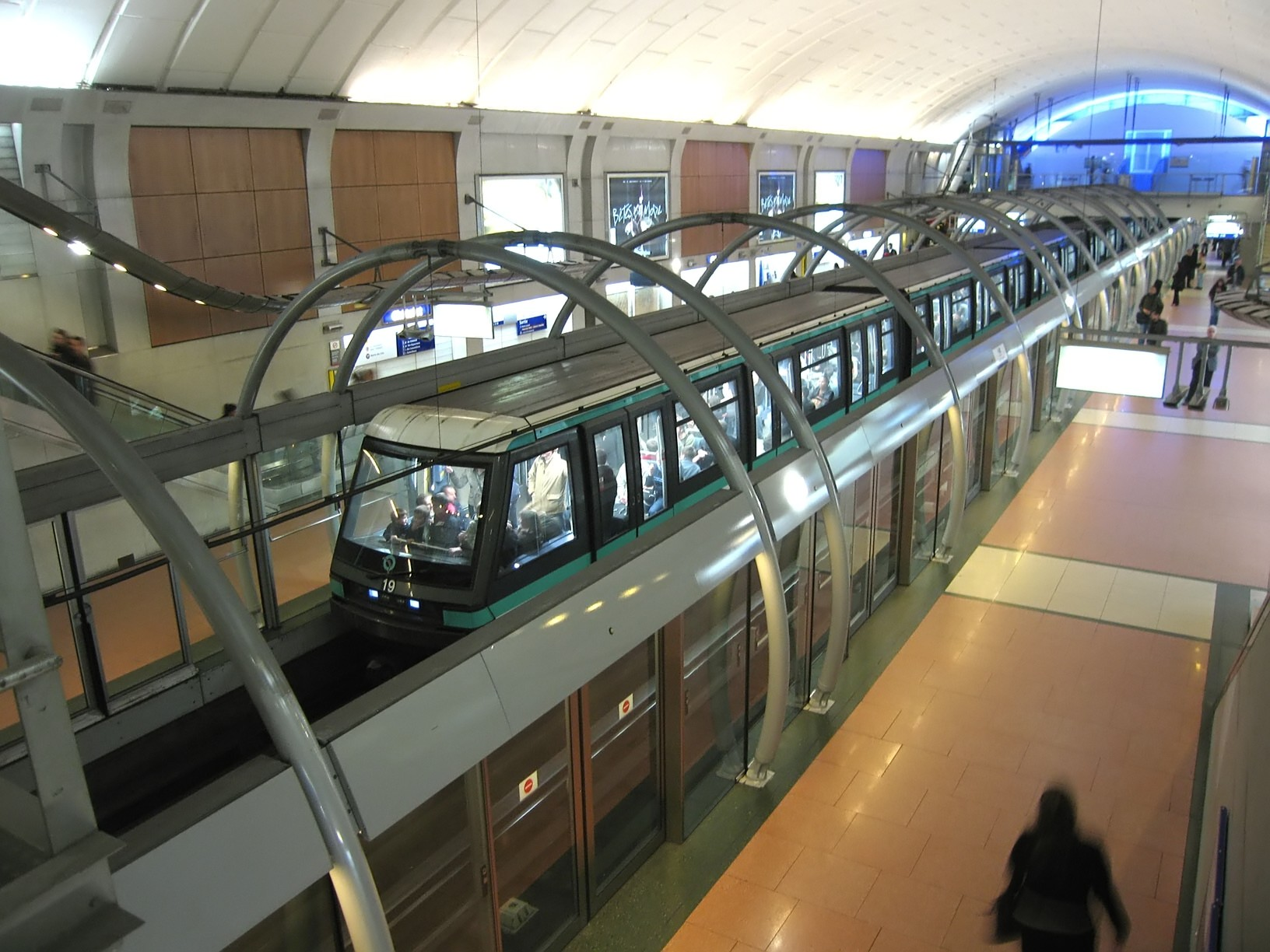
As plataformas da linha 14.
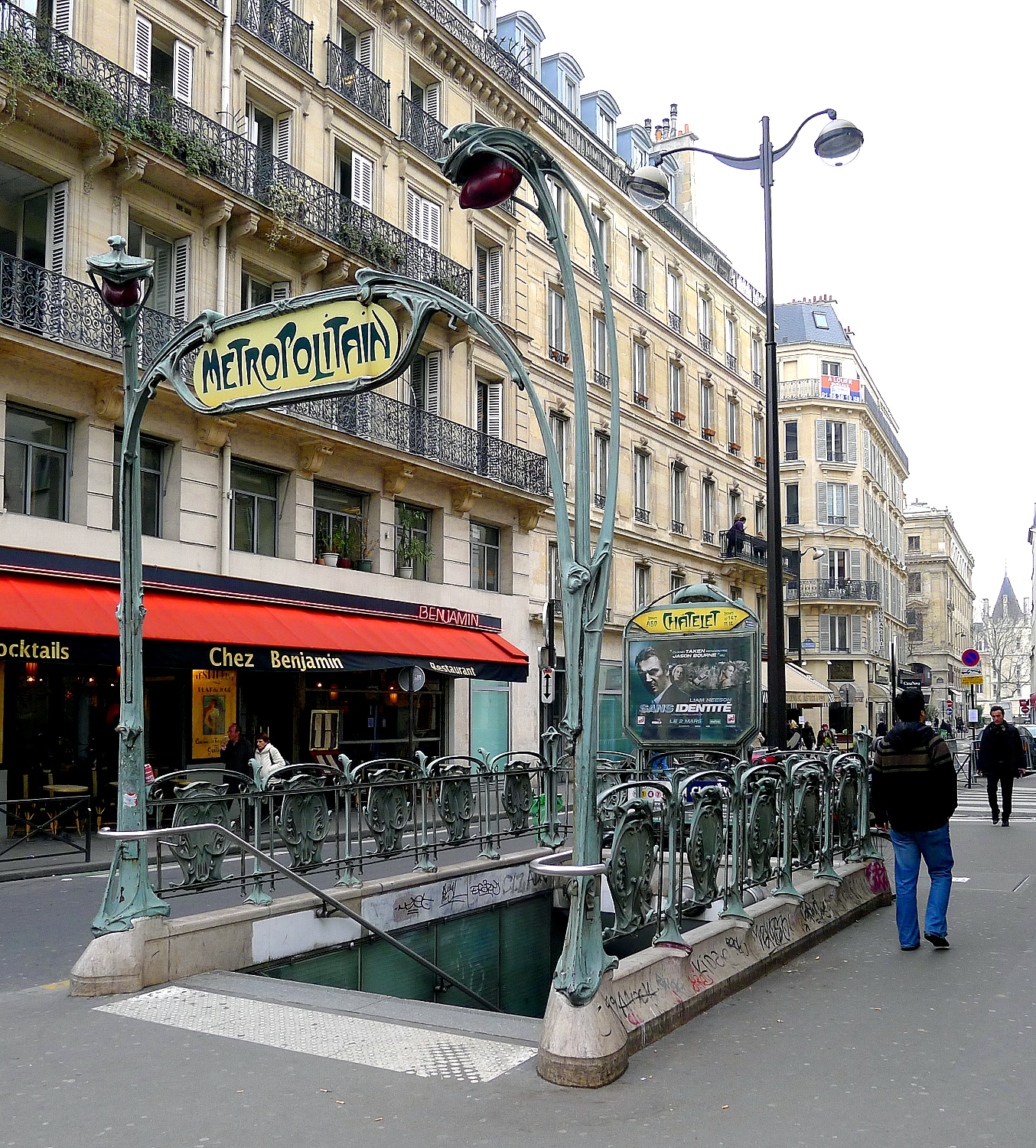
Acesso rue des Lavandières-Sainte-Opportune.

## Pontos turísticos
- A seção central da rue de Rivoli, repleta de inúmeras lojas de moda.
- A Place du Châtelet e a Fontaine du Palmier no meio.
- O Teatro do Châtelet.
- A Square de la Tour-Saint-Jacques e a torre homônima em seu centro.
- A Fontaine des Innocents na Place Joachim-du-Bellay.
- A sede social da Louis Vuitton.